# Adisura similis
Adisura similis là một loài bướm đêm trong họ Noctuidae.